# 陳靈公

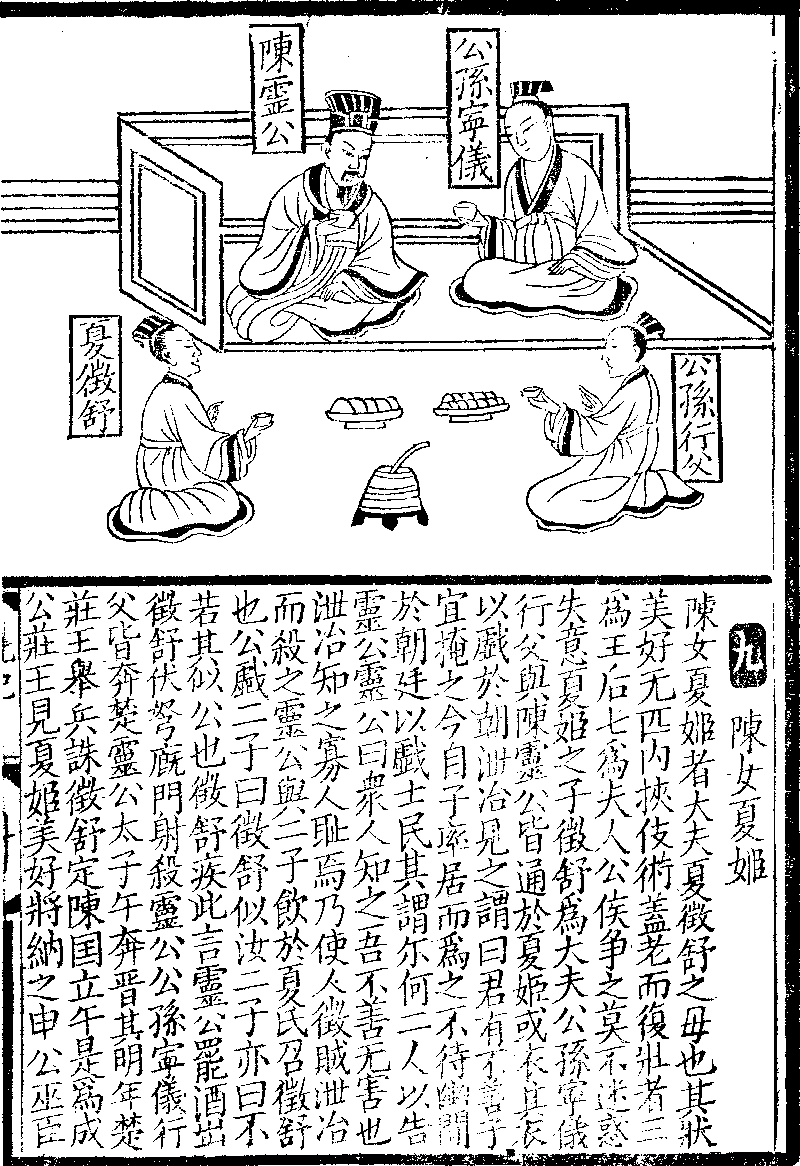
陳靈公

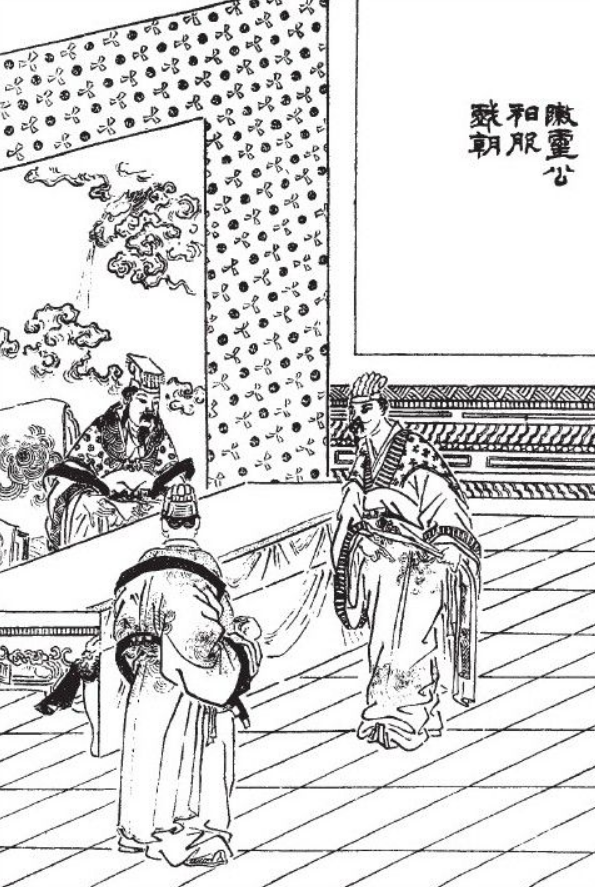
小说《东周列国志》插画：陈灵公衵服戏朝

陳靈公（?—前599年），媯姓，名平國，春秋戰國時期諸侯國陳國的第十九任國君，在位期間是前613年－前599年。

## 生平
他在位期間，陳國與楚國有幾次戰爭，後來和睦。但是他最有名的，卻莫過於與夏姬之間的醜聞。靈公與其臣子孔寧、儀行父都與大夫夏徵舒的母親夏姬私通，三人甚至在上朝時都拿出夏姬的內衣互相嬉戲。另一個臣子泄冶看不過去，便進言靈公，希望他能做好人民的榜樣。靈公將此事告訴孔寧與儀行父，兩人要求殺死泄冶，靈公便把泄冶殺了。他們的醜聞傳遍全國，陳國百姓甚至作詩諷刺他們的醜行。有一天君臣三人又去夏姬家中，靈公向兩位臣子說：「徵舒長得很像你們啊。」兩位臣子也回稱：「也很像國君您啊。」聽聞此話的夏徵舒，極為憤怒，便在靈公喝完酒離開夏家時，在門外將靈公射殺。
靈公死後，孔寧與儀行父逃往楚國，而陳國太子陈午逃往晉國，夏徵舒自立為陳侯。第二年，楚莊王討伐夏徵舒並殺之，迎回媯午，立為陳成公。直到陳國平亂後的成公二年，才正式將靈公下葬。